# 70ª Squadriglia caccia
La 70ª Squadriglia fu un reparto da caccia attivo nel Servizio Aeronautico del Regio Esercito (prima guerra mondiale).

## Storia

### Prima guerra mondiale
La 70ª Squadriglia mobilitata Caccia nasce il 15 aprile 1916 come reparto autonomo in zona di guerra sul campo di Santa Caterina di Pasian di Prato dalla 1ª Squadriglia caccia al comando del capitano Guido Tacchini (medaglia di bronzo al valor militare) con 7 piloti tra i quali il tenente Francesco Baracca (l'Asso dell'aviazione e medaglia d'oro al valor militare), il soldato Luigi Olivari (asso dell'aviazione) ed il caporale Anselmo Caselli (medaglia d'argento al valor militare) ed 8 Nieuport-Macchi Ni.10.
Il 16 maggio Tacchini abbatte un Lloyd C.III (variante del Lloyd C.II) ed il 9 luglio Olivari abbatte un aereo nei pressi di Salcano.
Dal 9 agosto arriva anche il principe tenente Fulco Ruffo di Calabria (asso dell'aviazione e medaglia d'oro al valor militare).
Il 19 agosto l'unità dispone di 10 piloti e 12 aerei, otto Nieuport 11 e 4 Nieuport-Macchi Ni.10.
Il 23 agosto Baracca e Ruffo abbattono l'Hansa-Brandenburg C.I del Zgsf. Anton Himmer della Flik 19 nei pressi di Merna ed il 13 settembre Baracca abbatte su Monfalcone un Brandenburg C.1 della Flik 28, che rientrò con il pilota ferito, Feldwebel Josef Koschizek e l'osservatore morente, il ten. Ottokar Hauser.
Il 16 settembre Baracca, Ruffo ed Olivari abbattono un Lloyd C.III della Flik 16 a Staro Stelo di Caporetto ed il 21 ottobre arriva il primo Nieuport 17 e viene usato principalmente da Baracca.
Il 31 ottobre viene abbattuto dal caporale Caselli e dal sergente Arrigo Rossi con il Sergente Mario Stoppani della 76ª Squadriglia caccia ed il Serg. Tesei della 77ª Squadriglia aeroplani un Br. C.1 su Nad Logem (vicino al monte San Michele) ed Olivari attacca un Brandenburg che si abbassa per poi distruggersi atterrando a Dobrova.
Il 25 novembre Baracca ottiene una vittoria nella tarda mattinata a Tolmezzo con 30 colpi di mitragliatrice ai danni del Brandenburg C.I della Flik 16 dell'osservatore Kálmán Sarközy che rimane ferito e prigioniero e di Fritz Fuchs, il quale non sopravvisse al duello.
Alla fine dell'anno la squadriglia ha compiuto 600 missioni sostenendo 52 combattimenti con 7 vittorie accertate.
Al 1º gennaio 1917 la squadriglia dispone di 11 piloti tra cui il Serg. Ferruccio Guicciardi, 10 Nieuport 11, 2 Ni 17 ed un altro Ni e lo stesso giorno il capitano Baracca abbatte un aereo Brandenburg austriaco della Flik 12 vicino a Castagnevizza volando sull'Ni 17 2614.
L'11 febbraio Baracca (su Ni 17) con Ruffo (su Ni 17), il serg. Giulio Poli (2 medaglie d'argento al valor militare) ed il caporale Antonio Pagliari (su Ni 11) (medaglia d'argento al valor militare) abbattono il Br. C.1 del caporale Ludwig Fleck con l'osservatore Tenente Wilhelm Siemienski della Flik 35 che, dopo aver colpito il serbatoio del Nieuport 11 del caporale Anselmo Caselli che rientra in emergenza, atterra in emergenza vicino a Premariacco dopo una battaglia sul cielo di Udine alla quale assiste Vittorio Emanuele III di Savoia che il giorno dopo si reca al campo per complimentarsi con i piloti.
Baracca arrivando alla quinta vittoria diventa un asso dell'aviazione.
Il 15 marzo il sottotenente Olivari e Ruffo portano i primi 2 SPAD S.VII ed il 10 aprile la squadriglia entra nel 10º Gruppo.
Il 25 aprile Baracca vola in ricognizione strategica su Brunico e Bressanone con lo SPAD dotato di macchina fotografica. 
Il 26 aprile Baracca abbatte il Br. C.1 del Zgsf. Josef Majsai e del Leut. Emmerich Treer della Flik 35 con l'aiuto del serg. Goffredo Gorini (ex della 3ª Squadriglia per l'artiglieria) ed Attilio Imolesi della 79ª Squadriglia vicino a San Martino del Carso arrivando ad 8 vittorie e ricevendo la croce dell'Ordine militare di Savoia; il timone dell'aereo abbattuto è esposto al Museo dell'aeronautica di Vigna di Valle.
Il 30 aprile a Tacchini (che va a comandare la 91ª Squadriglia aeroplani da caccia) subentra al comando interinale il tenente Cesare Buzzi Gradenigo ed il 16 giugno, diventato capitano, a titolo effettivo.
Al 12 agosto la squadriglia dispone di 10 piloti, tra i quali Pagliari ed il tenente Enrico Ferreri (2 medaglie d'argento al valor militare).
Dopo la battaglia di Caporetto il 28 ottobre la squadriglia ripiega a Comina (Friuli-Venezia Giulia) ed il 31 al Campo di aviazione di Arcade ed il 9 novembre all'Aeroporto di Istrana con 7 Nieuport 23 prima di iniziare a ricevere gli Hanriot HD.1.
Il 2 dicembre Buzzi lascia il comando al tenente Rino Corso Fougier futuro capo di stato maggiore dell'Aeronautica Militare nella seconda guerra mondiale.
Il 6 dicembre l'unità cessa la dipendenza dal Comando supremo militare italiano ed a fine anno rimangono solo 6 piloti su Hanriot.
Il 18 gennaio 1918 prende il comando il Tenente Flaminio Avet (Asso dell'aviazione e 2 Medaglie d'argento al valor militare) ed il reparto si sposta al Campo di aviazione di San Pietro in Gu ed il 1º febbraio Avet lascia il comando al Maggiore Vincenzo Lombard (Medaglia d'argento al Valor Militare).
Il 26 febbraio viene abbattuto il Serg. Giuseppe Ghislanzoni su HD.1 (rimasto solo) da tre caccia austriaci e precipita vicino al Monte Melago, non lontano da Asiago, colpito dal Phönix D.I di Kurt Gruber (aviatore).
Il 14 marzo l'unità si sposta ad Istrana con 19 aerei ed il 26 marzo Lombard lascia il comando al Capitano dei carabinieri Ernesto Sequi (Medaglia d'argento al Valor Militare) proveniente dalla 76ª Squadriglia Caccia.
Il 17 aprile il Serg. Aldo Bocchese (Asso dell'Aviazione e 2 Medaglie di Bronzo al Valor Militare) fu accreditato, insieme al Tenente Leopoldo Eleuteri (Asso dell'aviazione e 2 Medaglie d'argento al valor militare), Avet. ed il Sottotenente Alessandro Resch (Asso dell'Aviazione e Medaglia d'argento al Valor Militare), dell'abbattimento di due biposto e due caccia. nel cielo di Valdobbiadene. Tre degli abbattimenti  vennero accreditati a lui, e uno a Eleuteri.
Il 3 maggio Avet abbatte un caccia nemico fra Zenson di Piave e Sant'Andrea di Barbarana ed il 17 maggio abbatte con Cosimo Rennella e Mario Fucini un Br. C.1 a Maserada sul Piave.
Il 21 maggio la squadriglia si sposta al Campo di aviazione di Gazzo ed il 17 giugno Sequi gravemente ferito viene sostituito dall'interinale Avet.
Al 1º luglio la squadriglia ha in forza 16 piloti con 20 Hanriot.
Avet e Eleuteri parteciparono anche alle altre due vittorie di Bocchese, di cui una avvenuta il 15 luglio.
Dal 24 luglio il comando viene assunto dal Capitano Giulio Cesare Paldaoff (Medaglia d'argento al Valor Militare).
A metà agosto arrivano 2 Ansaldo A.1 e 2 SPAD.
Il 3 ottobre Avet, il Tenente Eleuteri ed il Tenente Enrico Guglielmotti (Medaglia di Bronzo al Valor Militare) abbattono un aereo austriaco nella zona di Moriago della Battaglia, l'8 ottobre Avet ed Eleuteri (quest'ultimo su Balilla A1) con il Tenente Paolo Beduschi (2 Medaglie di Bronzo al Valor Militare) ed il Serg. Luigi Lucchini rivendicano un aereo austriaco nella zona di Moriago ed il 28 ottobre Avet con Bocchese, Eleuteri e Ramberti della 76ª Squadriglia Caccia abbattono un caccia austriaco su Arcade.
All'atto dell'Armistizio di Villa Giusti la squadriglia era al comando interinale di Avet con 18 Hanriot, 5 SPAD ed un Balilla A1 e 20 piloti.
Nel 1918 l'unità ha compiuto 1357 voli di guerra sostenendo 82 combattimenti rivendicando l'abbattimento di 12 aerei nemici.
Viene sciolta nel dicembre 1918.
Le vittorie degli assi della squadriglia furono: 
- Avet 8;
- Baracca ed Eleuteri 7;
- Bocchese 6;
- Resch e Ruffo di Calabria 4;
- Olivari 3.[6]

### Il dopoguerra

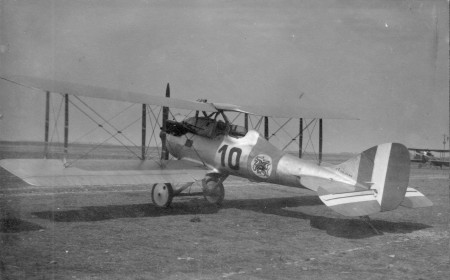
Nieuport-Delage NiD29 della 70ª^ Squadriglia del 23º Gruppo

Nell'autunno 1924 era nel 23º Gruppo della Regia Aeronautica al Campo della Promessa di Lonate Pozzolo ed il 1º giugno 1931 entra nel 3º Stormo dell'Aeroporto di Bresso con i Fiat C.R.20.

### Seconda guerra mondiale
Al 10 giugno 1940 era nel 23º Gruppo con 9 Fiat C.R.42 a Cervere nel 3º Stormo Caccia Terrestre.
All'8 settembre era nel XXIII Gruppo con 2 M.C.205 e 2 M.C.202 all'Aeroporto di Furbara.